# Jemison
Jemison város az USA Alabama államában, Chilton megyében. Lakosainak száma 2642 fő (2020. április 1.).

## Népesség
A település népességének változása:

| 2010 | 2 585 |
| 2020 | 2 642 |